# Festuca arundinacea subsp. fenas
Festuca arundinacea subsp. fenas é uma subespécie de planta com flor pertencente à família Poaceae. 
A autoridade científica da subespécie é (Lag.) Arcang., tendo sido publicada em Compendio della Flora Italiana 61. 1894.
Os seus nomes comuns são erva-carneira ou festuca-alta.

## Portugal
Trata-se de uma subespécie presente no território português, nomeadamente em Portugal Continental.
Em termos de naturalidade é nativa da região atrás indicada.

## Protecção
Não se encontra protegida por legislação portuguesa ou da Comunidade Europeia.